# 112 (gruppe)
 For alternative betydninger, se 112 (flertydig). (Se også artikler, som begynder med 112)
112 er en amerikansk R&B-gruppe fra Atlanta i Georgia, USA.
Gruppen opnåede i slutningen af 1990'erne og begyndelsen af 2000'erne stor succes med hits som "Only You" (featuring The Notorious B.I.G.), "Anywhere" og den Grammy-nominerede single "Peaches & Cream". Gruppen modtog i 1997 en Grammy Award i kategorien "Best Rap Performance by a Duo or Group" for sin medvirken på Puff Daddys, "I'll Be Missing You".